# Odin (программа)
Odin — программное обеспечение для запуска 16- и 32-битных Windows-приложений в операционной системе OS/2 или их конвертирования в совместимый с OS/2 формат. В разработку входит API под названием Odin32, который упрощает портирование Win32-программ на OS/2. Такие программы не могут использовать OS/2-специфичные функции, такие как, например Workplace Shell (WPS), но они интегрируются в операционную систему как исполняемые приложения и становятся доступными для всех пользователей.

## Название
Проект был назван в честь Одина, верховного бога из германской и скандинавской мифологии.

## Техническая реализация
Основными функциями программы стали:
- корректный запуск и работа Windows-программ;
- создание полной реализации Win32 API для OS/2.

Odin32 используется в коммерческих целях для OS/2-порта браузера Opera. Odin достигает бинарной совместимости, конвертируя Win32 .EXE и .DLL-файлы в формат OS/2. Преобразование может выполняться «на лету» (каждый раз при запуске приложения) или постоянно. Odin не использует эмуляцию или слои совместимости. В Windows-приложениях Odin идентифицируется как Windows 2000 Service Pack 2. Odin использует исходный код Wine, который запускает Win32-приложения в UNIX-системах.